# Associazione Sportiva Casale F.B.C. 1949-1950
Questa voce raccoglie le informazioni riguardanti l'Associazione Sportiva Casale F.B.C. nelle competizioni ufficiali della stagione 1949-1950.

## Rosa
| N. |                   | Ruolo | Calciatore        |
| -- | ----------------- | ----- | ----------------- |
|    | Italia (bandiera) | C     | Alessandro Asiano |
|    | Italia (bandiera) | C     | G. Calciero       |
|    | Italia (bandiera) | A     | Armando Colombari |
|    | Italia (bandiera) | D     | Renato Ferrarotti |
|    | Italia (bandiera) | A     | E. Grosso         |
|    | Italia (bandiera) | D     | Giovanni Molino   |
|    | Italia (bandiera) | A     | Giovanni Operto   |
|    | Italia (bandiera) | C     | G. Opezzo         |

| N. |                   | Ruolo | Calciatore         |
| -- | ----------------- | ----- | ------------------ |
|    | Italia (bandiera) | A     | Franco Pansa       |
|    | Italia (bandiera) | D     | G. Piccinin        |
|    | Italia (bandiera) | P     | Vincenzo Reverchon |
|    | Italia (bandiera) | A     | F. Rosolia         |
|    | Italia (bandiera) | C     | Marco Savioni      |
|    | Italia (bandiera) | P     | G. Stamignoni      |
|    | Italia (bandiera) | C     | G. Zanetto         |
|    | Italia (bandiera) | C     | O. Zetti           |